# Canens (Mythologie)
Canens (lateinisch; „Sängerin“) ist in der römischen Mythologie eine latinische Nymphe und die Tochter des Ianus und der Venilia. Ihre Eltern verheirateten sie mit Picus, dem König von Laurentum. Sie war wunderschön und sang noch schöner. Ihr Gesang konnte Berge versetzen und wilde Tiere besänftigen. Diese Fähigkeit hat sie mit Orpheus gemeinsam.
Als die Zauberin Kirke Picus begehrt, von diesem aber abgewiesen wird, verwandelt sie diesen in einen Specht. Sechs Tage lang sucht Canens ihren Ehemann, bis sie am Tiber sich vor Kummer in Luft auflöst. Durch sie erhielt dieser Ort den Namen „Canens“.